# Koni
KONI is een Nederlandse fabrikant van schokdempers. Het bedrijf is gevestigd in Oud-Beijerland en er werken circa 500 mensen.
Het bedrijf dateert van 1857 toen A. de Koning in Oud-Beijerland startte met een zadelmakerij en daarbij ook  paardentuigen vervaardigde. Gaandeweg werd het familiebedrijf actief in de productie van onderdelen voor gemotoriseerde voertuigen. De fabricage van schokbrekers startte in 1932. In 1940 kwamen voor het eerst onderdelen op de markt onder de merknaam KONI. Na 1945 breidde het productiepakket zich tijdelijk uit met autogerelateerde zaken als hefbruggen (in 1984 overgedragen aan Stokvis-Kelly te Kloostertille), cricks, hefbokken en autoverwarming onder de naam Kaloria (1959). In 1953 kwam de eerste dochteronderneming, in Nice, tot stand. Bij het honderdjarig bestaan, in 1957, telde de onderneming bijna 450 werknemers.
KONI is de eerste fabrikant van schokdempers met verstelbare dempers. Sinds 1972 is het onderdeel van ITT Corporation in New York. In 1972 telde het 950 werknemers naast 220 in Nice. In 1978 kwam de eerste dochteronderneming in de VS tot stand. Er zijn vestigingen in Frankrijk, Duitsland en de Verenigde Staten en distributeurs in 90 andere landen.